# Galium hellenicum
Galium hellenicum är en måreväxtart som beskrevs av Franz Xaver Krendl. Galium hellenicum ingår i släktet måror, och familjen måreväxter. Inga underarter finns listade i Catalogue of Life.